# Borso del Grappa
Borso del Grappa é uma comuna italiana da região do Vêneto, província de Treviso, com cerca de 4.935 habitantes. Estende-se por uma área de 32 km², tendo uma densidade populacional de 154 hab/km². Faz fronteira com Cismon del Grappa (VI), Crespano del Grappa, Mussolente (VI), Pove del Grappa (VI), Romano d'Ezzelino (VI), San Zenone degli Ezzelini.

## Demografia
| Variação demográfica do município entre 1861 e 2011                               |
|                                                                                   |
| Fonte: Istituto Nazionale di Statistica (ISTAT) - Elaboração gráfica da Wikipedia |